# شرکت آلومینیوم جنوب
شرکت مجتمع صنایع آلومینیوم جنوب یا سالکو، مدرن‌ترین کارخانه آلومینیوم ایران است که در منطقه ویژه اقتصادی شهرستان لامرد در جنوب استان فارس قرار دارد.
کلنگ احداث مجتمع صنایع آلومینیوم جنوب دی ماه سال ۱۳۹۴ زده شد.

## افتتاح
این مجتمع با سرمایه‌گذاری ۱۸۶ هزار میلیارد ریال یا معادل ۱٫۲ میلیارد دلار و با سرمایه‌گذاری ۴۹ درصدی سازمان توسعه و نوسازی معادن و صنایع معدنی ایران (ایمیدرو) و ۵۱ درصدی شرکت سرمایه‌گذاری غدیر با هدف رفع نیازهای داخلی و توسعه صادرات و محرومیت‌زدایی ساخته شد و در چهارم اردیبهشت ۹۹ در زمان سید محسن علوی نمایندهٔ وقت دهمین دورهٔ مجلس شورای اسلامی از طریق ویدیو کنفرانس توسط حسن روحانی رئیس‌جمهور وقت به بهره‌برداری رسید.
مجتمع صنایع آلومینیوم جنوب که در زمینی به مساحت ۲۰۰ هکتار در کیلومتر ۸ جاده لامرد – خنج و در منطقه ویژه اقتصادی انرژی بر لامرد احداث گردیده است.

## واحدها
واحد اصلی کارخانه عبارتند از: واحد انرژی، واحد احیا، کارگاه آند سازی و کارگاه ریخته‌گری.
عمده مواد مصرفی کارخانه پودر آلومینا، کک کلسینه شده و قیر می‌باشد و محصولات شرکت عبارتند از: شمش آلومینیوم، بیلت و اسلب.

## راندمان
در این مجتمع از تکنولوژی ۴۳۰ کیلوآمپر با راندمان ۹۴ درصد که از پیشرفته‌ترین تکنولوژی‌های روز دنیا می‌باشد استفاده شده است.
مزیت آمپراژ بالا در خطوط تولید آلومینیوم، علاوه بر افزایش تولید در واحد زمان، کاهش میزان سرمایه‌گذاری و نهایتاً دستیابی به تولید اقتصادی تر می‌باشد.
لازم است ذکر شود حداکثر آمپراژ خطوط تولید بکار گرفته شده در ایران تا قبل از احداث این کارخانه، تکنولوژی ۲۲۰ کیلوآمپر با راندمان ۹۲٪ بود.

## مصرف و تولیدات
عمده مواد مصرفی کارخانه پودر آلومینا، کک کلسینه‌شده و قیر است و محصولات شرکت عبارتند از: شمش آلومینیوم، بیلت و اسلب.
مجتمع بزرگ آلومینیوم جنوب در فاز نخست خود، اکنون سالیانه ۳۰۰ هزار تن آلومینیوم را تولید و روانه بازار داخلی و خارجی می‌کند و در طرح جامع توسعه آن، دست‌یابی به یک میلیون تن تولید آلومینیوم در سال پیش‌بینی شده است.